# Pseudojuloides severnsi
Pseudojuloides severnsi és una espècie de peix de la família dels làbrids i de l'ordre dels perciformes.

## Morfologia
Els mascles poden assolir els 9,2 cm de longitud total.

## Distribució geogràfica
Es troba a Sri Lanka, les Illes Ryukyu i Indonèsia.